# Anolis apollinaris
Espèce
Synonymes
- Dactyloa apollinaris (Boulenger, 1919)

Anolis apollinaris est une espèce de sauriens de la famille des Dactyloidae. 

## Répartition
Cette espèce se rencontre dans la vallée du río Magdalena en Colombie et dans l'Ouest du Venezuela.

## Publication originale
- Boulenger, 1919 : Descriptions of two new lizards and a new frog from the Andes of Colombia. Proceedings of the Zoological Society of London, vol. 1919, p. 79-81 (texte intégral).